# رزا جمالي
رُزا جمالي (بالفارسية: رزا جمالی) (24 فبراير 1977، تبريز في إيران)؛ مؤلِّفة، كاتِبة مسرحية، مترجمة وشاعرة إيرانية.

## عنها
رُزا جمالي شاعرة ومترجمة وكاتبة مسرح وناقدة إيرانية ولدت في تشرين ثاني / نوفمبر، عام 1977. درست الدراما في جامعة طهران للفنون. كان لديوانها الأول «هذا الجسد ليس تفاحة، إنه خيارة أو إجاصة» الذي صدر في في عام 1997 صدى واسع، فتح أفاقاً جديدة أمام الشعر الإيراني المعاصر. فمن خلال كسر بناء الجملة والتلاعب بالكلمات قدمت رُزا عالماً سريالياً تفقد فيه المفردات معانيها وتصبح مجرد كتل لغوية مضطربة تعبر عن الحياة اليومية المعاصرة.

## أعمالها

### شعر
صدر لها خمسة دواوين، هي:
- تجهم الوجه (1998)
- عمل القهوة لإدارة قصة جريمة (2002)
- الساعة الرملية نائمة (2011)
- الطرق السريعة مغلقة (2014)
- الجاذبية هنا أقلّ (2019)

### مسرحيات
صدرت لها مسرحية واحدة بعنوان «الظل» (2007).

### الترجمة
في مجال الترجمة فقد صدر لها كتابان:
- الإبحار إلى بيزنطة، ييتس في اللغة الفارسية
- رواية من تأليف غزالة عليزاده بعنوان بيت الأدارسة.